# Murchad mac Dúnlainge
Murchad mac Dúnlainge (mort en 1042) est  roi de Leinster de 1039 à 1042; Il est le dernier souverain du Leinster issu du sept Uí Muiredaig lignée des Uí Dúnlainge

## Règne
Murchad mac Dúnlainge est le 4e et dernier fils de Dúnlaing mac Tuathal à monter sur le trône de Leinster ou il règne un an selon le Livre de Leinster après la mort de Donnchad mac Gilla Pátraic
Toutefois en 1042 il est vaincu et tué avec Donnchad mac Aedh seigneur de sept Uí Bairrche lors de la bataille de Magh-Mailceth par le roi d'Osraige Gilla Pátraic mac Donnchada le fils de son prédécesseur allié avec Cuicoigriche Ua Mordha seigneur de Laigis et Macraith Ua Donnchada seigneur des Eóganachta. Lors de ce combat périt également Gilla Emhin Ua h-Anrothain seigneur Ui Cremhtannai et Eachdonn mac Dunlaig tanaiste de Leinster.
Diarmait mac Mail na mBo roi de la lignée rival des Uí Cheinnselaigh qui était par ailleurs le petit-fils de Donnchad mac Gilla Pátraic et qui avait affermi sa position en prenant en 1037 le contrôle du royaume Viking de Waterford met à profit la victoire de son oncle et s’empare du trône de Leinster mettant fin à la monopolisation tri-séculaire de ce dernier par les Uí Dúnlainge

## Article lié
- Liste des rois de Leinster

## Sources primaires
- Livre de Leinster, Rig Laigin et Rig Hua Cendselaig sur CELT: Corpus of Electronic Texts at University College Cork
- Annales d'Ulster sur CELT: Corpus of Electronic Texts at University College Cork

## Sources secondaires
- (en) T.W Moody, F.X. Martin, F.J. Byrne, A New History of Ireland IX Maps, Genealogies, Lists. A companion to Irish History part II, Oxford, Oxford University Press, 2011, 690 p. (ISBN 978-0-19-959306-4), p. 134 & 200 Kings of Leinster to 1171 & Kings of Osraige 842 -1176 p. 135 et 202
- (en) Francis John Byrne, Irish Kings and High-Kings, Dublin, Four Courts Press, 2001, 341 p. (ISBN 978-1-85182-196-9)